# Huitième district congressionnel du Texas
Le 8e district congressionnel du Texas comprend la totalité des comtés de Walker, Montgomery et San Jacinto, ainsi que certaines parties du Comté de Harris. Il comprend une grande partie des zones périphériques du nord de la région métropolitaine de Houston, notamment Conroe, Magnolia et la majeure partie du Lac Livingston. Le Représentant actuel du 8e district est le Républicain Morgan Luttrell et ce depuis 2023.

## Histoire
Le Texas a reçu un huitième district grâce à une redistribution en 1881 en raison de la croissance démographique reflétée dans le recensement de 1880 et en 1883, James Francis Miller, un Démocrate, a été son premier Représentant élu. De 1882 à 1892, le district était situé dans le centre-sud du Texas, entre Houston et San Antonio et était représenté par des démocrates. Après 1893, le district était situé dans le nord du Texas et était représenté par un Représentant Républicain de Fort Worth puis un Démocrate de Weatherford. Après le redécoupage de 1902, le district s'est déplacé vers le sud-est du Texas et la zone à l'extérieur de Houston et était représenté par des Représentants de Huntsville, Hempstead et Richmond. De 1910 à 1959, le 8e district comprenait tout le Comté de Harris et la ville de Houston.
En 1958, une partie du sud du Comté de Harris est devenue le 22e district. Les 8e et 22e districts étaient séparés par une frontière composée à peu près de ce qui est maintenant l'US 290, les parties ouest et sud de la boucle 610 et la partie de Buffalo Bayou à l'est du centre-ville de Houston, y compris le Houston Ship Channel. Tout ce qui se trouvait au nord de cette limite restait dans le 8e.
Le district a été redessiné au milieu de la décennie en 1966 après que la Cour suprême a statué dans l'affaire Wesberry v. Sanders deux ans plus tôt que la population des districts devait être égale ou presque égale en population. En conséquence, Houston a été divisée entre les 7e, 8e, 9e et 22e districts. Pendant les 17 années suivantes, le 8e était ancré dans le nord de Houston.
Dans les années 1970, le 8e district commençait à s'éloigner de ses racines démocrates traditionnelles et, en 1980, il élit un Représentant Républicain, Jack Fields, contre le Représentant libéral sortant Bob Eckhardt, qui a exercé sept mandats. Après le recensement de 1980, le 8e district a été repoussé plus au nord pour inclure les zones conservatrices du nord du Comté de Harris (comme la maison de Fields à Humble) ainsi que les parties les plus riches du Comté de Montgomery. Les frontières du 8e district ont radicalement changé au cours des années 1990 par un redécoupage qui a été orchestré par la législature de l'État contrôlée par les démocrates ainsi que par Martin Frost, alors Représentant, le doyen Démocrate de la délégation au Congrès. Le nouveau 8e district a été conçu pour accueillir autant de républicains que possible et a été décrit par certains critiques comme le « district des haltères » en raison de sa forme étrange. La moitié ouest du district comprenait des parties des comtés de Waller, Austin et Washington, ainsi qu'une grande partie du Comté de Brazos, qui abrite le bastion conservateur Texas A&M University. La moitié est du district comprenait la quasi-totalité du Comté de Montgomery, désormais fortement Républicain, ainsi que les zones républicaines du nord du Comté de Harris. Les deux moitiés étaient reliées par une étroite vrille dans le Comté de Waller. Fields a continué à représenter le district jusqu'à sa retraite en 1996, date à laquelle son compatriote Républicain Kevin Brady lui a succédé.
Le 8e district est devenu un peu plus compact après le recensement de 2000, englobant presque tout le Comté de Montgomery et la majeure partie du nord du Comté de Harris. Cependant, la situation a radicalement changé lors du plan de redécoupage de 2003 élaboré par Tom DeLay, alors leader de la majorité parlementaire, un Républicain du 22e district du Texas. DeLay voulait déloger Jim Turner, Représentant Démocrate pour quatre mandats, du 2e district voisin, qui représentait un district situé dans l'est du Texas, à prédominance rurale et qui avait commencé à s'éloigner de ses racines démocrates (Bush y a obtenu 63 % des voix en 2000). Le 8e district de Brady a perdu la majeure partie de sa part de Houston, absorbant à la place la quasi-totalité de la partie sud de l'ancien 2e district. Bien que géographiquement, le nouveau 8e soit davantage le district de Turner que celui de Brady, la moitié de sa population provenait de la base de Brady dans le Comté de Montgomery, qui compte autant d'habitants que le reste du district réuni. Le nouveau 8e district était si fortement républicain (Bush l’aurait remportée en 2000 avec 69 % des voix) que Turner a refusé de se présenter aux élections. Brady a été réélu quatre fois dans cette circonscription avec seulement une opposition nominale. En 2020, Brady a repoussé un défi primaire et a été réélu contre la Démocrate Elizabeth Hernandez et le Libertarien Chris Duncan avec 72,5 % des voix.
En raison du redécoupage en 2012, le 8e district du Texas a perdu toute sa moitié est, les comtés d'Orange, Newton, Jasper, Tyler, Hardin, Polk et Liberty ayant été retirés du district. Les comtés ajoutés incluent l'ensemble de Trinity, Houston, Grimes, Madison et la moitié sud du Comté de Leon.
en 2022, Kevin Brady, qui est finalement devenu Président de l'influent Comité des voies et moyens de la Chambre (où il a notamment supervisé la loi de 2017 sur les réductions d'impôts et l'emploi), a annoncé sa retraite du Congrès. Dans le même temps, la ville natale de Brady, The Woodlands, a été redessinée dans le 2e district du Républicain voisin Dan Crenshaw, tandis que le comté  a été redessiné pour couvrir désormais toutes les zones du Comté de Montgomery au nord de The Woodlands ainsi que les parties sud du Comté de Walker, l'ensemble de San Jacinto et Polk (y compris Lake Livingston) et une partie ouest du Comté de Harris qui comprend un nombre important d'Hispaniques de la classe moyenne avec des quartiers dont le calme varie de fortement Républicain à fortement Démocrate (y compris certains qui ont joué un rôle central dans la reprise des élections par les démocrates dans le 7e district, traditionnellement républicain, lors des élections de 2018). Le nouveau district reste fortement républicain, même si la partie du Comté de Harris est considérée comme plus compétitive que le reste du district, majoritairement républicain.
Le 1er mars 2022 a eu lieu la Primaire républicaine du Texas. Morgan Luttrell a remporté la primaire avec 52,2 % des voix contre 11 challengers différents. Christian Collins occupe la 2e place avec 22,2 % et Jonathan Hullihan 3e avec 12,6 %. Luttrell a battu la candidate Démocrate Laura Jones le 8 novembre 2022.

## Historique de vote
| Année | Poste     | Résultats              |
| ----- | --------- | ---------------------- |
| 2000  | Président | Bush 76,0 % – 22,0 %   |
| 2004  | Président | Bush 72,0 % – 28,0 %   |
| 2008  | Président | McCain 74,0 % – 26,0 % |
| 2012  | Président | Romney 77,0 % – 22,0 % |
| 2016  | Président | Trump 72,0 % – 24,0 %  |
| 2020  | Président | Trump 71,0 % – 28,0 %  |

## Liste des Représentants du district
| Membre                          | Parti       | Années                              | Congrès     | Histoire électorale |
| ------------------------------- | ----------- | ----------------------------------- | ----------- | --- |
| District établit le 4 mars 1883 |             |                                     |             | |
| James Francis Miller (en)       | Démocrate   | 4 mars 1883 - 3 mars 1887           | 48e , 49e   | Élu en 1882. Réélu en 1884. Renominé mais se retire. |
| Littleton W. Moore (en)         | Démocrate   | 4 mars 1887 - 3 mars 1893           | 50e - 52e   | Élu en 1886. Réélu en 1888. Réélu en 1890. |
| Charles K. Bell (en)            | Démocrate   | 4 mars 1893 - 3 mars 1897           | 53e , 54e   | Élu en 1892. Réélu en 1894. |
| Samuel W.T. Lanham (en)         | Démocrate   | 4 mars 1897 - 15 janvier 1903       | 55e - 57e   | Élu en 1896. Réélu en 1898. Réélu en 1900. Démissionne pour devenir Gouverneur du Texas. |
| Vacant                          | Vacant      | 15 janvier 1903 - 3 mars 1903       | 57e         | |
| Thomas Henry Ball (en)          | Démocrate   | 4 mars 1903 - 16 novembre 1903      | 58e         | Redécoupage depuis le 1er district et réélu en 1902. Démissionne. |
| Vacant                          | Vacant      | 16 novembre 1903 - 17 novembre 1903 | 58e         | |
| John M. Pinckney (en)           | Démocrate   | 17 novembre 1903 - 24 avril 1905    | 58e , 59e   | Élu pour terminer le mandat de Ball. Réélu en 1904. Assassiné. |
| Vacant                          | Vacant      | 24 avril 1905 - 6 juin 1905         | 59e         | |
| John M. Moore (en)              | Démocrate   | 6 juin 1905 - 3 mars 1913           | 59e - 62e   | Élu pour terminer le mandat de Pinckney. Réélu en 1906. Réélu en 1908. Réélu en 1910. |
| Joe H. Eagle (en)               | Démocrate   | 4 mars 1913 - 3 mars 1921           | 63e - 66e   | Élu en 1912. Réélu en 1914. Réélu en 1916. Réélu en 1918. |
| Daniel E. Garrett (en)          | Démocrate   | 4 mars 1921 - 13 décembre 1932      | 67e - 72e   | Élu en 1920. Réélu en 1922. Réélu en 1924. Réélu en 1926. Réélu en 1928. Réélu en 1930. Réélu en 1932. Décès. |
| Vacant                          | Vacant      | 13 décembre 1932 - 28 janvier 1933  | 72e         | |
| Joe H. Eagle (en)               | Démocrate   | 28 janvier 1933 - 3 janvier 1937    | 72e - 74e   | Élu pour terminer le mandat de Garrett. Réélu en 1934. |
| Albert Thomas (en)              | Démocrate   | 3 janvier 1937 - 15 février 1966    | 75e - 89e   | Élu en 1936. Réélu en 1938. Réélu en 1940. Réélu en 1942. Réélu en 1944. Réélu en 1946. Réélu en 1948. Réélu en 1950. Réélu en 1952. Réélu en 1954. Réélu en 1956. Réélu en 1958. Réélu en 1960. Réélu en 1962. Réélu en 1964. Décès.            |
| Vacant                          | Vacant      | 15 février 1966 - 26 mars 1966      | 89e         | |
| Lera Millard Thomas (en)        | Démocrate   | 26 mars 1966 - 3 janvier 1967       | 89e         | Élu pour terminer le mandat de son mari. Retrait. |
| Bob Eckhardt (en)               | Démocrate   | 3 janvier 1967 - 3 janvier 1981     | 90e - 96e   | Élu en 1966. Réélu en 1968. Réélu en 1970. Réélu en 1972. Réélu en 1974. Réélu en 1976. Réélu en 1978. Perd sa réélection. |
| Jack Fields (en)                | Républicain | 3 janvier 1981 - 3 janvier 1997     | 97e - 104e  | Élu en 1980. Réélu en 1982. Réélu en 1984. Réélu en 1986. Réélu en 1988. Réélu en 1990. Réélu en 1992. Réélu en 1994. Retrait. |
| Kevin Brady                     | Républicain | 3 janvier 1997 - 3 janvier 2023     | 105e - 117e | Élu en 1996. Réélu en 1998. Réélu en 2000. Réélu en 2002. Réélu en 2004. Réélu en 2006. Réélu en 2008. Réélu en 2010. Réélu en 2012. Réélu en 2014. Réélu en 2016. Réélu en 2018. Réélu en 2020. Redécoupage vers le 2e district mais se retire. |
| Morgan Luttrell                 | Républicain | 3 janvier 2023 - Présent            | 118e - 119e | Élu en 2022. Réélu en 2024. |

## Résultats des récentes élections
Voici les résultats des dix précédents cycles électoraux dans le district.

## Frontières historiques du district

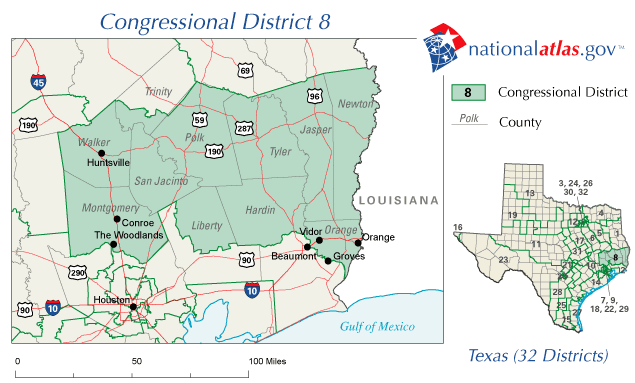
2007 - 2013

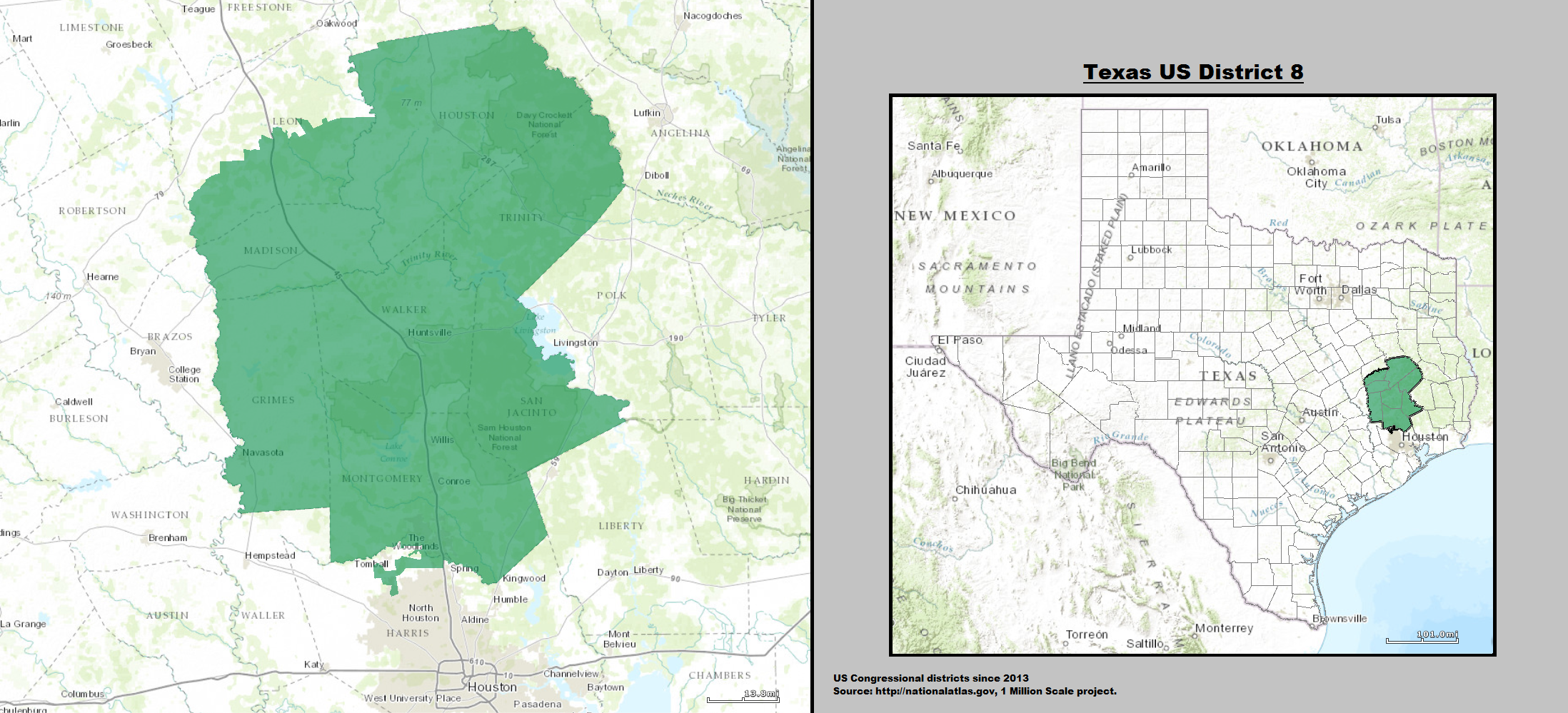
2013 - 2023

### 2004
| Élection de 2004 du 8e district congressionnel du Texas | Élection de 2004 du 8e district congressionnel du Texas | Élection de 2004 du 8e district congressionnel du Texas | Élection de 2004 du 8e district congressionnel du Texas | Élection de 2004 du 8e district congressionnel du Texas |
| ------------------------------------------------------- | ------------------------------------------------------- | ------------------------------------------------------- | ------------------------------------------------------- | ------------------------------------------------------- |
| Parti                                                   | Parti                                                   | Candidat                                                | Votes                                                   | %                                                       |
|                                                         | Républicain                                             | Kevin Brady (sortant)                                   | 179 599                                                 | 68,9                                                    |
|                                                         | Démocrate                                               | James Wright                                            | 77 324                                                  | 29,7                                                    |
|                                                         | Libertarien                                             | Paul Hansen                                             | 3 705                                                   | 1,4                                                     |
| Total des votes                                         | Total des votes                                         | Total des votes                                         | 260 628                                                 | 100 %                                                   |
|                                                         | Les Républicains conservent                             |                                                         |                                                         |                                                         |

### 2006
| Élection de 2006 du 8e district congressionnel du Texas | Élection de 2006 du 8e district congressionnel du Texas | Élection de 2006 du 8e district congressionnel du Texas | Élection de 2006 du 8e district congressionnel du Texas | Élection de 2006 du 8e district congressionnel du Texas |
| ------------------------------------------------------- | ------------------------------------------------------- | ------------------------------------------------------- | ------------------------------------------------------- | ------------------------------------------------------- |
| Parti                                                   | Parti                                                   | Candidat                                                | Votes                                                   | %                                                       |
|                                                         | Républicain                                             | Kevin Brady (sortant)                                   | 105 665                                                 | 67,3                                                    |
|                                                         | Démocrate                                               | James Wright                                            | 51 393                                                  | 32,7                                                    |
| Total des votes                                         | Total des votes                                         | Total des votes                                         | 157 058                                                 | 100 %                                                   |
|                                                         | Les Républicains conservent                             |                                                         |                                                         |                                                         |

### 2008
| Élection de 2008 du 8e district congressionnel du Texas | Élection de 2008 du 8e district congressionnel du Texas | Élection de 2008 du 8e district congressionnel du Texas | Élection de 2008 du 8e district congressionnel du Texas | Élection de 2008 du 8e district congressionnel du Texas |
| ------------------------------------------------------- | ------------------------------------------------------- | ------------------------------------------------------- | ------------------------------------------------------- | ------------------------------------------------------- |
| Parti                                                   | Parti                                                   | Candidat                                                | Votes                                                   | %                                                       |
|                                                         | Républicain                                             | Kevin Brady (sortant)                                   | 207 128                                                 | 72,6                                                    |
|                                                         | Démocrate                                               | Kent Hargett                                            | 70 758                                                  | 24,8                                                    |
|                                                         | Libertarien                                             | Brian Stevens                                           | 7 565                                                   | 2,7                                                     |
| Total des votes                                         | Total des votes                                         | Total des votes                                         | 285 451                                                 | 100 %                                                   |
|                                                         | Les Républicains conservent                             |                                                         |                                                         |                                                         |

### 2010
| Élection de 2010 du 8e district congressionnel du Texas | Élection de 2010 du 8e district congressionnel du Texas | Élection de 2010 du 8e district congressionnel du Texas | Élection de 2010 du 8e district congressionnel du Texas | Élection de 2010 du 8e district congressionnel du Texas |
| ------------------------------------------------------- | ------------------------------------------------------- | ------------------------------------------------------- | ------------------------------------------------------- | ------------------------------------------------------- |
| Parti                                                   | Parti                                                   | Candidat                                                | Votes                                                   | %                                                       |
|                                                         | Républicain                                             | Kevin Brady (sortant)                                   | 161 417                                                 | 80,3                                                    |
|                                                         | Démocrate                                               | Kent Hargett                                            | 34 694                                                  | 17,3                                                    |
|                                                         | Libertarien                                             | Bruce West                                              | 4 988                                                   | 2,5                                                     |
| Total des votes                                         | Total des votes                                         | Total des votes                                         | 201 099                                                 | 100 %                                                   |
|                                                         | Les Républicains conservent                             |                                                         |                                                         |                                                         |

### 2012
| Élection de 2012 du 8e district congressionnel du Texas | Élection de 2012 du 8e district congressionnel du Texas | Élection de 2012 du 8e district congressionnel du Texas | Élection de 2012 du 8e district congressionnel du Texas | Élection de 2012 du 8e district congressionnel du Texas |
| ------------------------------------------------------- | ------------------------------------------------------- | ------------------------------------------------------- | ------------------------------------------------------- | ------------------------------------------------------- |
| Parti                                                   | Parti                                                   | Candidat                                                | Votes                                                   | %                                                       |
|                                                         | Républicain                                             | Kevin Brady (sortant)                                   | 194 043                                                 | 77,3                                                    |
|                                                         | Démocrate                                               | Neil Burns                                              | 51 051                                                  | 20,3                                                    |
|                                                         | Libertarien                                             | Roy Hall                                                | 5 958                                                   | 2,4                                                     |
| Total des votes                                         | Total des votes                                         | Total des votes                                         | 251 052                                                 | 100 %                                                   |
|                                                         | Les Républicains conservent                             |                                                         |                                                         |                                                         |

### 2014
| Élection de 2014 du 8e district congressionnel du Texas | Élection de 2014 du 8e district congressionnel du Texas | Élection de 2014 du 8e district congressionnel du Texas | Élection de 2014 du 8e district congressionnel du Texas | Élection de 2014 du 8e district congressionnel du Texas |
| ------------------------------------------------------- | ------------------------------------------------------- | ------------------------------------------------------- | ------------------------------------------------------- | ------------------------------------------------------- |
| Parti                                                   | Parti                                                   | Candidat                                                | Votes                                                   | %                                                       |
|                                                         | Républicain                                             | Kevin Brady (sortant)                                   | 125 066                                                 | 89,3                                                    |
|                                                         | Libertarien                                             | Ken Petty                                               | 14 947                                                  | 10,7                                                    |
| Total des votes                                         | Total des votes                                         | Total des votes                                         | 140 013                                                 | 100 %                                                   |
|                                                         | Les Républicains conservent                             |                                                         |                                                         |                                                         |

### 2016
| Élection de 2016 du 8e district congressionnel du Texas | Élection de 2016 du 8e district congressionnel du Texas | Élection de 2016 du 8e district congressionnel du Texas | Élection de 2016 du 8e district congressionnel du Texas | Élection de 2016 du 8e district congressionnel du Texas |
| ------------------------------------------------------- | ------------------------------------------------------- | ------------------------------------------------------- | ------------------------------------------------------- | ------------------------------------------------------- |
| Parti                                                   | Parti                                                   | Candidat                                                | Votes                                                   | %                                                       |
|                                                         | Républicain                                             | Kevin Brady (sortant)                                   | 236 379                                                 | 100 %                                                   |
|                                                         | Les Républicains conservent                             |                                                         |                                                         |                                                         |

### 2018
| Élection de 2018 du 8e district congressionnel du Texas | Élection de 2018 du 8e district congressionnel du Texas | Élection de 2018 du 8e district congressionnel du Texas | Élection de 2018 du 8e district congressionnel du Texas | Élection de 2018 du 8e district congressionnel du Texas |
| ------------------------------------------------------- | ------------------------------------------------------- | ------------------------------------------------------- | ------------------------------------------------------- | ------------------------------------------------------- |
| Parti                                                   | Parti                                                   | Candidat                                                | Votes                                                   | %                                                       |
|                                                         | Républicain                                             | Kevin Brady (sortant)                                   | 200 619                                                 | 73,4                                                    |
|                                                         | Démocrate                                               | Steven David                                            | 67 930                                                  | 24,9                                                    |
|                                                         | Libertarien                                             | Chris Duncan                                            | 4 621                                                   | 1,7                                                     |
| Total des votes                                         | Total des votes                                         | Total des votes                                         | 273 170                                                 | 100 %                                                   |
|                                                         | Les Républicains conservent                             |                                                         |                                                         |                                                         |

### 2020
| Élection de 2020 du 8e district congressionnel du Texas | Élection de 2020 du 8e district congressionnel du Texas | Élection de 2020 du 8e district congressionnel du Texas | Élection de 2020 du 8e district congressionnel du Texas | Élection de 2020 du 8e district congressionnel du Texas |
| ------------------------------------------------------- | ------------------------------------------------------- | ------------------------------------------------------- | ------------------------------------------------------- | ------------------------------------------------------- |
| Parti                                                   | Parti                                                   | Candidat                                                | Votes                                                   | %                                                       |
|                                                         | Républicain                                             | Kevin Brady (sortant)                                   | 277 327                                                 | 72,5                                                    |
|                                                         | Démocrate                                               | Elizabeth Hernandez                                     | 97 409                                                  | 25,5                                                    |
|                                                         | Libertarien                                             | Chris Duncan                                            | 7 735                                                   | 2,0                                                     |
| Total des votes                                         | Total des votes                                         | Total des votes                                         | 382 471                                                 | 100 %                                                   |
|                                                         | Les Républicains conservent                             |                                                         |                                                         |                                                         |

### 2022
| Primaire Républicaine de 2022 du 8e district congressionnel du Texas | Primaire Républicaine de 2022 du 8e district congressionnel du Texas | Primaire Républicaine de 2022 du 8e district congressionnel du Texas | Primaire Républicaine de 2022 du 8e district congressionnel du Texas | Primaire Républicaine de 2022 du 8e district congressionnel du Texas |
| -------------------------------------------------------------------- | -------------------------------------------------------------------- | -------------------------------------------------------------------- | -------------------------------------------------------------------- | -------------------------------------------------------------------- |
| Parti                                                                | Parti                                                                | Candidat                                                             | Votes                                                                | %                                                                    |
|                                                                      | Républicain                                                          | Morgan Luttrell                                                      | 34 271                                                               | 52,1                                                                 |
|                                                                      | Républicain                                                          | Christian Collins                                                    | 14 659                                                               | 22,3                                                                 |
|                                                                      | Républicain                                                          | Jonathan Hullihan                                                    | 8 296                                                                | 12,6                                                                 |
|                                                                      | Républicain                                                          | Dan McKaughan                                                        | 1 585                                                                | 2,4                                                                  |
|                                                                      | Républicain                                                          | Jessica Wellington                                                   | 1 550                                                                | 2,4                                                                  |
|                                                                      | Républicain                                                          | Candice C. Burrows                                                   | 1 519                                                                | 2,3                                                                  |
|                                                                      | Républicain                                                          | Chuck Montgomery                                                     | 1 169                                                                | 1,8                                                                  |
|                                                                      | Républicain                                                          | Mike Philips                                                         | 871                                                                  | 1,3                                                                  |
|                                                                      | Républicain                                                          | Jonathan Mitchell                                                    | 791                                                                  | 1,2                                                                  |
|                                                                      | Républicain                                                          | Betsy Bates                                                          | 712                                                                  | 1,1                                                                  |
|                                                                      | Républicain                                                          | Taylor Whichard                                                      | 295                                                                  | 0,4                                                                  |

| Primaire Démocrate de 2022 du 8e district congressionnel du Texas | Primaire Démocrate de 2022 du 8e district congressionnel du Texas | Primaire Démocrate de 2022 du 8e district congressionnel du Texas | Primaire Démocrate de 2022 du 8e district congressionnel du Texas | Primaire Démocrate de 2022 du 8e district congressionnel du Texas |
| ----------------------------------------------------------------- | ----------------------------------------------------------------- | ----------------------------------------------------------------- | ----------------------------------------------------------------- | ----------------------------------------------------------------- |
| Parti                                                             | Parti                                                             | Candidat                                                          | Votes                                                             | %                                                                 |
|                                                                   | Démocrate                                                         | Laura Jones                                                       | 14 496                                                            | 100 %                                                             |

| Élection de 2022 du 8e district congressionnel du Texas | Élection de 2022 du 8e district congressionnel du Texas | Élection de 2022 du 8e district congressionnel du Texas | Élection de 2022 du 8e district congressionnel du Texas | Élection de 2022 du 8e district congressionnel du Texas |
| ------------------------------------------------------- | ------------------------------------------------------- | ------------------------------------------------------- | ------------------------------------------------------- | ------------------------------------------------------- |
| Parti                                                   | Parti                                                   | Candidat                                                | Votes                                                   | %                                                       |
|                                                         | Républicain                                             | Morgan Luttrell                                         | 153 127                                                 | 68,1                                                    |
|                                                         | Démocrate                                               | Laura Jones                                             | 68 715                                                  | 30,5                                                    |
|                                                         | Libertarien                                             | Roy Eriksen                                             | 3 126                                                   | 1,4                                                     |
| Total des votes                                         | Total des votes                                         | Total des votes                                         | 224 968                                                 | 100 %                                                   |
|                                                         | Les Républicains conservent                             |                                                         |                                                         |                                                         |

### 2024
| Primaire Républicaine de 2024 du 8e district congressionnel du Texas | Primaire Républicaine de 2024 du 8e district congressionnel du Texas | Primaire Républicaine de 2024 du 8e district congressionnel du Texas | Primaire Républicaine de 2024 du 8e district congressionnel du Texas | Primaire Républicaine de 2024 du 8e district congressionnel du Texas |
| -------------------------------------------------------------------- | -------------------------------------------------------------------- | -------------------------------------------------------------------- | -------------------------------------------------------------------- | -------------------------------------------------------------------- |
| Parti                                                                | Parti                                                                | Candidat                                                             | Votes                                                                | %                                                                    |
|                                                                      | Républicain                                                          | Morgan Luttrell (sortant)                                            | 69 419                                                               | 100 %                                                                |

| Primaire Démocrate de 2024 du 8e district congressionnel du Texas | Primaire Démocrate de 2024 du 8e district congressionnel du Texas | Primaire Démocrate de 2024 du 8e district congressionnel du Texas | Primaire Démocrate de 2024 du 8e district congressionnel du Texas | Primaire Démocrate de 2024 du 8e district congressionnel du Texas |
| ----------------------------------------------------------------- | ----------------------------------------------------------------- | ----------------------------------------------------------------- | ----------------------------------------------------------------- | ----------------------------------------------------------------- |
| Parti                                                             | Parti                                                             | Candidat                                                          | Votes                                                             | %                                                                 |
|                                                                   | Démocrate                                                         | Laura Jones                                                       | 14 390                                                            | 100 %                                                             |

| Élection de 2024 du 8e district congressionnel du Texas | Élection de 2024 du 8e district congressionnel du Texas | Élection de 2024 du 8e district congressionnel du Texas | Élection de 2024 du 8e district congressionnel du Texas | Élection de 2024 du 8e district congressionnel du Texas |
| ------------------------------------------------------- | ------------------------------------------------------- | ------------------------------------------------------- | ------------------------------------------------------- | ------------------------------------------------------- |
| Parti                                                   | Parti                                                   | Candidat                                                | Votes                                                   | %                                                       |
|                                                         | Républicain                                             | Morgan Luttrell (sortant)                               | 233 423                                                 | 68,2                                                    |
|                                                         | Démocrate                                               | Laura Jones                                             | 108 754                                                 | 31,8                                                    |
| Total des votes                                         | Total des votes                                         | Total des votes                                         | TBD                                                     | 100 %                                                   |
|                                                         | Les Républicains conservent                             |                                                         |                                                         |                                                         |